# お天気のお知らせ
お天気のお知らせ（おてんきのおしらせ）は、MBSラジオ（旧・毎日放送）で放送されている天気予報番組である。MBSテレビでも、1959年（昭和34年）3月1日の開局から長らく、天気予報の番組のタイトルに使われていた。
サンテレビジョンでも同じタイトルの番組を放送中。朝日放送（ABCテレビ）でも過去に同じタイトルの番組が放送されたが、両局の番組と当番組に直接の関係はない。
このページでは、2017・2018年度のプロ野球オフシーズン（10月 - 翌年3月）に、MBSラジオが毎週金曜日の20:00 - 21:00（JST）にレギュラー（プロ野球シーズン中および2019年度以降は特別番組として『MBSマンデースペシャル』内で）で放送しているこちら茶屋町お天気部!（こちらちゃやまちおてんきぶ、毎日放送報道局気象情報部制作の生ワイド番組）についても述べる。

## ラジオ版
1951年（昭和26年）9月1日、MBSラジオの前身で中部日本放送（現在のCBCラジオ）と共に日本初の民間放送ラジオ局として開局した新日本放送（NJB）が、開局当日から今日に至るまで使用している天気予報の番組名。単独番組としては『MBSニュース』とセットで放送される時間が多い。
2017年（平成29年）4月1日（日曜日）までのラジオ版では、日本気象協会関西支部所属の気象予報士と中継をつないで気象情報を詳しく説明する場合と、MBSラジオの報道スタジオからMBSアナウンサーが日本気象協会発表のデータを基に気象情報を伝える場合に大別。いずれの場合にも、2016年（平成28年）4月以降は、MBSラジオと縁の深いミュージシャンが「押尾コータロー feat. DEPAPEPE & NAOTO」名義で制作・演奏を手掛けたオリジナルのインストゥルメンタル「Magical Beautiful Seasons」をBGMに使用している。
なお、ノンスポンサーの独立番組として放送する場合には、松井愛アナウンサーの声による「お天気のお知らせ、これからの空模様をお伝えします」というアナウンスに続いて天気予報を放送。その一方で、生ワイド番組の一部では、以下のように趣向を凝らしている。
- 『ありがとう浜村淳です』（平日版）では、パーソナリティと浜村淳と女性アシスタントが演歌のカラオケをBGMに五七調で気象情報を伝える「演歌天気予報」というコーナーを10:10頃に編成。毎週金曜日には、リスナーからのリクエストに応じて、日本全国およびアジア諸国の2地点における週末の天気予報も伝えている。
- 2014年度まで平日のランチタイムに放送されていた『上泉雄一のええなぁ!』では、今出東二（当時は毎日放送専属の気象キャスター）が11:30頃に気象概況を分かりやすく解説した後に、気象にまつわるリスナーからの「あるある話」を今出が紹介する「今出さんのお天気あるある」を放送。かつては、「今出さんのお天気ええなぁ!」というタイトルで、今出が気象にまつわる自作の川柳を披露していた。今出が気象キャスターを勇退した2015年度以降は、放送枠を平日の夕方に移しているため、16:50頃に日本気象協会からの中継方式で「お天気のお知らせ」を放送している。
  - 今出は、日本気象協会関西支部の解説部へ勤務していた時期（1970年代前半 - 1980年代前半）に、『お天気のお知らせ』で気象解説を随時担当。1986年（昭和61年）1月から『MBSナウ』（当時平日の夕方にテレビで放送されていたローカルワイドニュース）の気象キャスターへ起用されたことを機に、日本気象協会からの退社（2001年）をはさんで、気象キャスターを勇退するまで毎日放送と専属契約を結んでいた。

### 毎日放送の独自観測による天気予報も放送（2017年度以降）
毎日放送では2016年（平成28年）9月に、在阪の放送事業者では初めて気象庁から天気予報業務の実施を許可。この許可を受けて「気象情報部」（放送上の通称は「MBSお天気部」）を設立したことを背景に、2017年4月3日（月曜日）以降の平日には12時台（『松井愛のすこ〜し愛して♥』に内包）と14時台（『こんちわコンちゃんお昼ですょ!』に内包）で同部独自観測の天気予報を「MBS気象情報部の気象予報士」（南気象予報士事務所所属）が定期的に伝えるようになった。2021年4月2日からは『福島のぶひろの、金曜でいいんじゃない?』内の「お天気のお知らせ」（16時台後半）も対象に加わっているが、平日の上記以外の時間帯や、土・日曜日の全日には引き続き日本気象協会提供の天気予報を放送している。

## テレビ版

### 概要
夕方～夜間に関西ローカルで放送するミニ番組として、大阪府及び周辺各県の天気（放送日翌日の天気）→大阪府及び周辺各県の降水確率→大阪府及び周辺各県の予想気温→週間予報(近畿北部→近畿中部→近畿南部)の順序で伝えていた。
基本として、毎日放送が北浜（大阪市中央区）や神戸港に設置している定点カメラからの夜景、同局アナウンサーによるナレーション、上記地域の気象概況を記した字幕、インストゥルメンタルによるBGMで構成。サンスターやそごう(「神戸三ノ宮そごう」名義)が、単独でスポンサーに付いていた時期もあった。また、しまむらの一社提供による「どれ☆きよ天気予報」を火曜日、キャラクターソングと静止画による「はれときどきうた」を週に1回放送していた。
近年は、ローカルニュースの『MBSニュース』と同じく、単独番組として編成される機会が減少。『MBSニュース』を単独番組（または『JNNニュース』・『報道特集』・『Nスタ』日曜版の関西ローカルパート）として放送する場合にも、ニュースの最後に天気予報を伝えるスタイルが定着している。このため、編成上は『お天気のお知らせ』を冠する単独番組が存在しない。また、毎日放送のアナウンサーが上記の定時ニュース内で天気予報を伝える場合の表現も、放送上「気象情報」に統一している。
なお、広瀬駿（南気象予報士事務所に所属する気象予報士）が気象キャスターとして毎日放送と専属契約を結んだ2016年10月3日から2018年3月30日までは、「そらいろのーと」というタイトルで、事前収録による広瀬出演の天気予報を平日の深夜（基本として月 - 木曜日23:55 - 23:58および金曜日22:54 - 23:00）に独立番組として放送。平日午後の気象情報を事実上『ちちんぷいぷい』と『VOICE』（いずれも広瀬が出演）に集約する方針へ転換したため、2018年3月31日（土曜日）から2020年4月2日（水曜日）まではどの曜日でも天気予報を単独番組として編成していなかった。
その一方で、『ちちんぷいぷい』では2017年1月から、毎日放送気象情報部の独自観測による天気予報（特定地点向けのピンポイント予報）を毎週金曜日のエンディングで放送。同番組が大規模なリニューアルを敢行した同年の10月編成でいったん休止したものの、前田智宏（気象予報士で元・福井放送アナウンサー）が南気象予報士事務所と毎日放送報道局気象情報部に加わった2018年4月から、前田が「フィールド予報士」として担当する「ええ景色で天気予報」（関西地方の夕景中継を兼ねたエンディングの天気予報）の金曜分でピンポイント予報の放送を再開した。
『VOICE』が2019年3月で終了したことに伴って、同年4月からは『ちちんぷいぷい』の後枠で『ミント!』(『VOICE』から引き継いだ関西ローカルニュースや天気予報などを内包する総合情報番組）の放送を開始。『ちちんぷいぷい』と『ミント!』で広瀬・前田が担当する天気予報では、「MBSお天気部のテーマ曲」と称するオリジナルのインストゥルメンタルを季節に応じてBGMへ用いるとともに、3ヶ月単位でBGMを変更している。
さらに、2020年4月3日からは、『ロボロボ』（毎日放送と大阪大学の産学協同研究によるテレビ番組）の第5シリーズとして、『ロボロボ天気予報』を毎週木曜日の24:53 - 24:59に編成。日本のテレビ史上初めて、対話スタイルのロボットだけが出演する気象情報番組として、週1回ながら天気予報を単独で編成している。ただし、天気予報については、近畿地方各地の翌日の気象概況・予想気温・降水確率と大阪地方の週間予報を画面の下側へ表示するだけにとどめている。
『ちちんぷいぷい』『ミント!』が終了した2021年3月以降は、後継番組『よんチャンTV』（同月29日から放送）内の天気予報を、広瀬が全ての曜日（2023年3月24日まで）→前田が月 - 水曜日／広瀬が木・金曜日（同月27日以降）に担当。前述した『Nスタ』日曜版の関西ローカルニュースパートでは、毎日放送のアナウンサーがニュースに続いて原稿を読むだけだった天気予報を、4月2日放送分からニュースと別に前田が解説を交えながら伝えるようになった。

### 「はれときどきうた」
木曜日（2010年3月26日までは金曜日、2012年9月までは月曜日）の放送は、本編内に毎日放送が電通・DLEと共同で制作したアニメーションとキャラクターソングが放送されている。
第1弾
- 『もえろ!バッカルコーン』（2009年12月4日放送開始）[1]

作詞・監督・歌 - べんぴねこ / 作曲 - すどうゆうき
キャラクターデザイン - MonsterOctopus / アニメーション - 鈴木隆輔
第2弾
- 『もえろ!バッカルコーン2 クリオ姉さんおとしごろ』（2010年3月放送開始）

作詞・監督・歌 - べんぴねこ / 作曲 - すどうゆうき
キャラクターデザイン - MonsterOctopus / アニメーション - 鈴木隆輔
第3弾・第4弾
- 『へんしん!!じゃがポテ仮面』（第1シリーズ（Youtubeでは旧シリーズ））
- 『へんしん!!じゃがポテ仮面ダンス』
- 『じゃがポテ仮面のポテらっちょ!』（ここから第2シリーズ）
- 『ポテらっちょ セレナーデ』
- 『じゃがポテ仮面のイヤーソング』
- 『じゃがポテ仮面のマーチ♪』
- 『じゃがポテ仮面のじしんだんごむし』
- 『じゃがポテ仮面のチアダンス』

詳細は下記参照。

### へんしん!!じゃがポテ仮面

#### 第1シリーズ
「はれときどきうた」第3弾『へんしん!!じゃがポテ仮面』（第1シリーズ2010年7月5日放送開始）
- 『へんしん!!じゃがポテ仮面』

作詞 - 礼空トオル
作曲 - 青木隆
編曲 - すどうゆうき (ver.3)
うた - 向笠揚一朗 (ver.1, ver.2) 、鈴木福 (ver.3)
アニメーション・監督 - 谷東
- ver.1からver.3まで使われた。歌詞・映像はそれぞれ違っている。DVDでは「#1 ノーマル編」「#2 関西編」「#3 冒険編」となっている。

- 『へんしん!!じゃがポテ仮面ダンス』

作詞 - 礼空トオル
作曲 - 青木隆
編曲 - すどうゆうき
うた - 鈴木福
『へんしん!!じゃがポテ仮面』をアレンジした曲。歌詞、映像などを変更し大人でも子供でも踊れるダンスソングになっている。2011年2月から12月まで放送された。DVDでは「じゃがポテ仮面＃4 ダンス編」となっている。

#### 第2シリーズ
「はれときどきうた」第4弾『へんしん!!じゃがポテ仮面』（第2シリーズ。2011年12月12日放送開始）
- 『じゃがポテ仮面のポテらっちょ!』[4]

作詞 ・作曲 - Rei
編曲 - Rei/SHiNji
うた - 磯貝虹來
アニメはミュージックビデオ風
- 『ポテらっちょ セレナーデ』

作詞 ・作曲・編曲 - 10YA
歌 - 小田原友洋
しっとりとした曲調で歌も成人男性が歌っている。映像もヒーローアニメを意識したものとなっている。
- 『じゃがポテ仮面のイヤーソング』

楽曲第3弾。
- 『じゃがポテ仮面のマーチ♪』[5][6]

作詞 - 谷東
作曲・編曲 - 野中"まさ"雄一
うた - 伊藤悠翔（劇団ひまわり）
2013年1月10日放送開始。
- 『じゃがポテ仮面のじしんだんごむし』[7]

作詞作曲編曲 - 小西香葉&近藤由紀雄（MOKA☆）
監修 - 大木聖子（慶應義塾大学環境情報学部准教授）
うた - 伊藤悠翔（劇団ひまわり）
地震防災ソング。2013年4月18日放送開始。オリックス・バファローズのオリジナルCD「SONGS6」に収録されている。またNHK総合で2013年8月31日と翌年8月30日の『学ぼうBOSAIスペシャル』で「じしんだんごむし体操」として学生のダンス振付で披露されている。
- 『じゃがポテ仮面のチアダンス』[10]

作詞 - 赤井宏次
作曲 - 野中"まさ"雄一
うた - 伊藤悠翔（劇団ひまわり）
ダンスソング第2弾。2013年9月12日放送開始。

##### ショートストーリーアニメ
- 第2シリーズとともに30秒のショートストーリー『へんしん!!じゃがポテ仮面劇場』が開始。こちらのアニメもDLEが担当している。7作つくられ全てDVD第2弾に収録されている。

#### コラボ
2012年4月23日、じゃがポテ仮面がプロ野球球団オリックス・バファローズに「入団」。コラボ楽曲やコラボグッズが作成された。 背番号は「Yo!Yo!Yo!Yo!」から「4444」。契約更新し翌年もコラボが継続した。また、じゃがいもを持っていくと割引される「じゃがいもデー」というイベントが行われ、コラボが終了後の2022年にも「復刻じゃがいもデー」として割引イベントが行われている。
楽曲
- 『ぎゅうソール』

作詞 ・作曲 - 村井大
歌 - 小田原友洋
じゃがポテ仮面xオリックス・バファローズコラボ楽曲。「ポテらっちょ セレナーデ」をアレンジし歌詞をオリックス仕様にしたもの。この楽曲を使用したコラボ映像が本拠地球場2012年5月からTV放送が7月から放送された。オリックス・バファローズのオリジナルCD「SONGS5」に収録されている。
- 『ぎゅうマーチ』

うた - 伊藤悠翔（劇団ひまわり）
じゃがポテ仮面xオリックス・バファローズコラボ楽曲第2弾。「じゃがポテ仮面のマーチ♪」をアレンジし歌詞をオリックス仕様にしたもの。2013年4月放送開始。オリックス・バファローズのオリジナルCD「SONGS6」に収録されている。

#### その他の番組
- 『ポテトな時間』（2010年10月14日 - 2015年12月）

毎週木曜から日曜の21:54 - 22:00に放送
各方面で活躍するホットな人「ホットさん」がホッとできる時間を、じゃがポテ仮面がナビダーターとなり紹介するミニ番組。
- MBSテレビが以下の時間帯で関西ローカル向けに編成しているテレビショッピングゾーンのオープニングやエンディングにも、2021年秋までアニメーションで登場した。
  - 『ショップよふかし』（日曜日・月曜日未明）
  - 『ショップ430』（火 - 金曜日未明の4:30 - 5:00）
  - 『ショップ445』（土曜日未明の4:45 - 5:15）

#### DVD等
DVD
- 『へんしん!!じゃがポテ仮面』（2011年） - 第1シリーズ全バージョンと特典映像に『もえろ!バッカルコーン』『もえろ!バッカルコーン2 クリオ姉さんおとしごろ』を収録[3]。
- 『へんしん!!じゃがポテ仮面 〜煮っころがし〜』（2013年） - 『へんしん!!じゃがポテ仮面』第2シリーズの楽曲第3段までとショートストーリーアニメ『へんしん!!じゃがポテ仮面劇場』を収録。特典映像に「ぎゅうソール」。

アプリ
いずれも2023年現在は終了している。
- じゃがポテ仮面 ファンアプリ（配信：2012年3月）[13]
- 走って!じゃがポテ仮面（配信:2013年12月）[14]

書籍
- へんしん!!じゃがポテ仮面の本だーよー（ディー・エル・イー 編、学研パブリッシング、2011年4月発売）

## 『こちら茶屋町お天気部!』

### 概要
「お天気から生活を読み解く」というコンセプトで、「MBSお天気部」に所属する気象予報士や、予報士以外の部員（スタッフ）が手掛ける1時間の生放送番組。最新の気象概況や週末の天気予報を織り交ぜながら、レギュラー編成の天気予報で十分に紹介できなかった気象関連の話題や、気象予報士ならではの本音を伝えていた。ちなみに、タイトルの「茶屋町」は、当番組を放送する毎日放送本社所在地の地名（大阪市北区茶屋町）に由来している。
前半では、当日出演の気象予報士が関西地方における週末の気象概況を伝えた後に、放送週の気象に沿ったテーマ（「台風」「木枯らし」など）を詳しく解説。リスナーから電子メールやFAXで寄せられた質問にも随時答えたほか、テーマにちなんだタイトルの楽曲を数曲流した。
2017年度プロ野球オフシーズンの放送開始当初は、「予報士のひとりごと」というコーナーを後半に編成。当日出演の気象予報士から1名が登場したうえで、「お天気部」の業務、気象予報士の仕事、出演番組の裏話、気象にまつわるエピソードなどを、時間の許せる限り語っていた。2017年11月からは、後半のコーナーを「お天気ストーリー」にリニューアル。天気にまつわる楽しい思い出や、今でも忘れられない天気に関するメッセージをリスナーから募ったうえで、寄せられたメッセージから1通を当日出演の気象予報士が紹介していた。
2018年度のプロ野球シーズンにも、2ヶ月に1回程度、『MBSマンデースペシャル』（月曜日19:00 - 20:00）内で放送を継続（初回放送は2018年4月16日）。同年度から気象情報部に加わった前田智宏（気象予報士で元・福井放送アナウンサー）も、随時出演していた。同年度のプロ野球オフシーズンにも、毎週金曜日の20時台に編成。このシーズンの最終回（2019年3月22日放送分）で2018年度の放送は終了。2019年度は、プロ野球シーズン中に放送されず、オフシーズンには『ばんぱく宣言 われら21世紀少年団』が当番組のレギュラー放送枠を継承。当番組は、2018年度までのプロ野球シーズンと同じく『MBSマンデースペシャル』で、さらに『MBSサンデー・カルチャーナイト』でも不定期に放送する。
ちなみに、気象予報士がメインパーソナリティを務める在阪ラジオ局制作のレギュラー番組には、『たぶん晴れます!?清水です』（ABCラジオの2009年度プロ野球オフシーズン限定番組）がある。ただし、30分枠の収録番組である点や、現役のアナウンサー（当時の朝日放送アナウンサー・鳥木千鶴）が気象予報士（清水とおる）のアシスタントを務めていた点などが当番組と異なっていた。当番組でも、2020年度のナイターオフ期間から玉巻映美（毎日放送の現役アナウンサー）が進行役を務めている。

### 放送時間

#### プロ野球オフシーズン（レギュラー放送）
- 毎週金曜日20:00 - 21:00
  - 2017年度には、2017年10月6日から2018年3月23日まで放送。
    - 2017年の10月上旬には、阪神タイガースのレギュラーシーズン最終カード（阪神甲子園球場での対中日ドラゴンズ2連戦）がナイトゲームで組まれていたため、MBSラジオでは『MBSベースボールパーク』として両試合の完全中継を優先していた。当初は10月6日に最終戦の中継を予定していたため、当番組と前枠番組の『MBSヨル隊 ナジャ・グランディーバのレツゴーフライデー』を雨傘番組扱いで編成。しかし、中継を始める前に雨天中止が決まったため、両番組の第1回を放送した。
    - 2017年のNPBポストシーズン期間中には、セントラル・リーグのクライマックスシリーズ・広島東洋カープ対横浜DeNAベイスターズ第3戦（マツダスタジアム）の中継（ニッポン放送制作分の同時ネット）を放送した10月20日のみ当番組を休止。日本シリーズの期間中には、金曜日（11月3日・文化の日）が移動日に当たっていたため、当番組を通常どおり放送した。

  - 2018年度には、2018年10月26日から2019年3月22日まで放送。
  - 2019年度以降は、2ヶ月に1回のペースで、『MBSマンデースペシャル』『MBSサンデー・カルチャーナイト』のいずれかで放送（初回放送は2019年11月4日＝月曜日・文化の日の振替休日）

#### プロ野球シーズン（不定期放送）
- 月曜日19:00 - 20:00（『MBSマンデースペシャル』枠）
  - 2018年度から、2ヶ月に1回のペースで放送。ただし、他の曜日・時間帯に放送枠を編成することもある。

### 出演者
- 南利幸 - 通常は、『松井愛のすこ〜し愛して♥』『こんちわコンちゃんお昼ですょ!』火・木曜日（2018年6月から水曜日）の「お天気のお知らせ」を担当。
- 吉村真希 - 通常は、『松井愛のすこ〜し愛して♥』『こんちわコンちゃんお昼ですょ!』に続いて登場（月・水・金曜日担当→2018年6月から月・金曜担当）。
- 広瀬駿 - 通常は『ちちんぷいぷい』『VOICE』に続いて登場。ラジオ番組へのレギュラー出演は、「お天気のお知らせ」を含めても初めてである。2018年度のプロ野球シーズンには、『VOICE』の終了直後から『MBSマンデースペシャル』が始まるため、当番組の放送日には『VOICE』への出演を通常より早く終えることで対応していた。
- 前田智宏 - 2018年度プロ野球シーズン中の放送から参加。当時『ちちんぷいぷい』のエンディングで放送していた「マエダ天気」（生中継方式の天気予報、当初のコーナータイトルは「ええ景色で天気予報」）を「フィールド予報士」という肩書で担当した関係で、プロ野球シーズン中の放送には中継先から出演していた。2018年4月からは、月に1回のペースで『あどりぶラヂオ』（深夜の生放送番組）のパーソナリティも担当。同年6月からは、『松井愛のすこ〜し愛して♥』『こんちわコンちゃんお昼ですょ!』火・木曜日の「お天気のお知らせ」も任されている。
  - いずれも気象予報士で、全員揃って出演するパターンと、2 - 3名が出演するパターンに分かれていた。
  - 南は、当番組の開始前から、毎週土・日曜日早朝のNHK総合テレビの全国・関東甲信越向けの気象情報や、『NHKニュース おはよう日本』週末版と『週刊ニュース深読み』（いずれもNHK総合テレビ、後者は2018年3月放送終了）の気象情報コーナーを担当。プロ野球オフシーズンの放送では、新大阪駅発東京駅行東海道新幹線の最終列車に合わせて20:45頃まで出演するか、毎日放送東京支社（赤坂Bizタワー内）ラジオスタジオからの生中継で全編にわたって登場していた。
- 古田涼子（出演期間中は毎日放送報道局気象情報部員） - 「MBSお天気部員」という肩書で、毎回進行役を担当。2018年度のプロ野球シーズンから『あどりぶラヂオ』のパーソナリティも随時務めていたが、2019年6月の人事異動で東京支社制作局のチーフプロデューサーへ就任。
- 亘佐和子（毎日放送ラジオ局員）- 2020年8月8日（土曜日）の16:30 - 17:40に放送された『2020夏スペシャル』に、古田の後任扱いで出演。
- 玉巻映美（毎日放送アナウンサー） - 2020年8月から『MBS NEWS』のYouTube公式チャンネルで配信中の「お天気通信」（#外部リンクを参照）で前田・広瀬と共演している関係で、2020年度のナイターオフ版から進行役を担当。

この他にも、歴代の気象情報部長（尾嵜豪→村田元）や、テーマに応じたゲストを随時招いている。
2017年度以降は、毎日放送以外の在阪民放局が制作するテレビ番組で気象キャスターを務める気象予報士を、年に1回のペースでゲストに迎えている。
- 2017年度（2018年1月5日）・2018年度（2018年12月14日）：正木明[注 4]・片平敦[注 5]
- 2019年度（2020年1月11日）・2020年度（2020年12月6日）：正木明・片平敦・蓬莱大介[注 6]